# Protracheoniscus kuehnelti
Protracheoniscus kuehnelti là một loài chân đều trong họ Trachelipodidae. Loài này được Schmalfuss miêu tả khoa học năm 1979.